# 다섯 가지의 상처

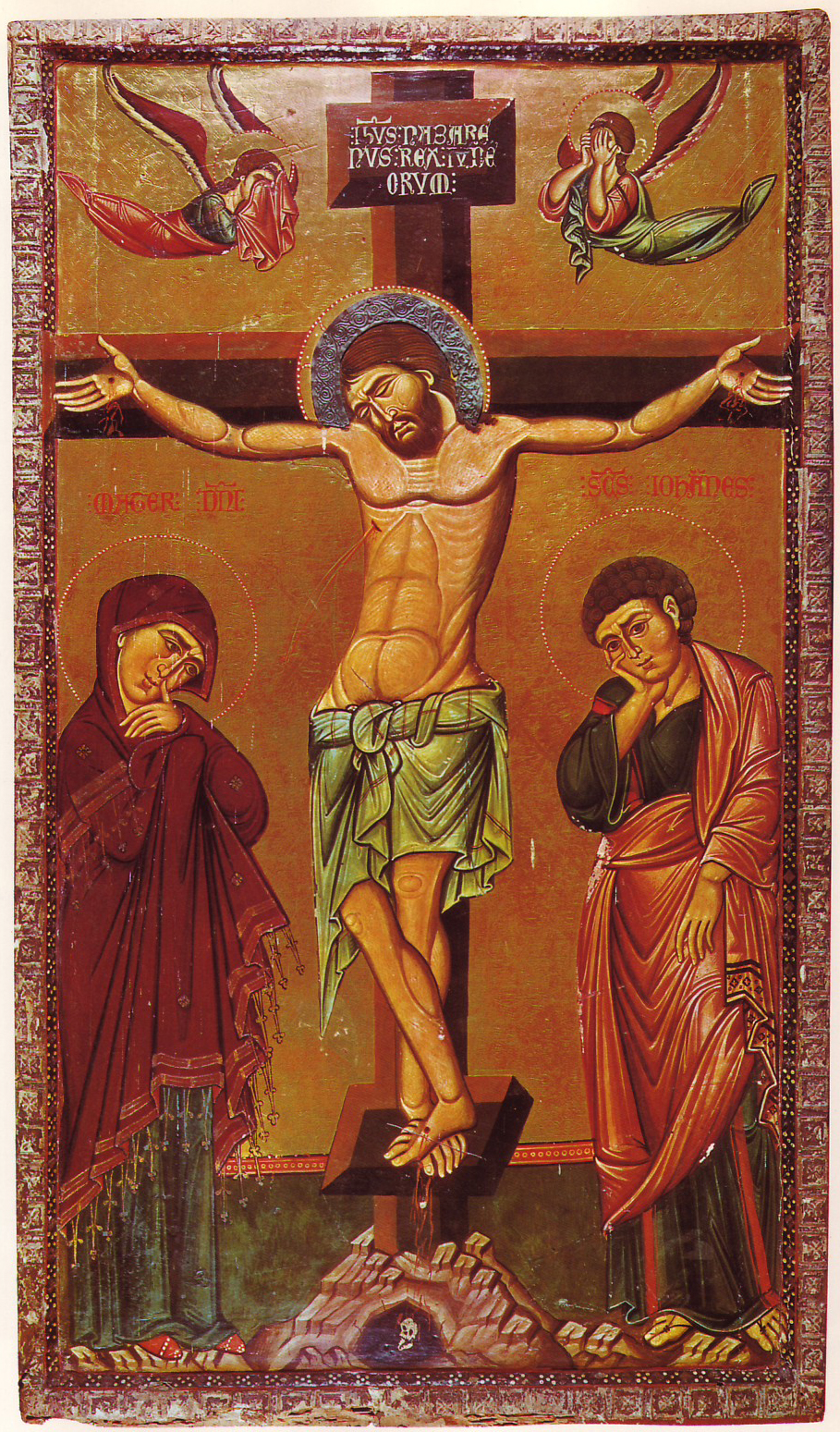
다섯 가지의 신성한 상처 (13세기, 성녀 가타리나 수도원, 시나이산)를 보여주는 십자가 처형의 이콘.

기독교 전통에서 다섯 가지의 신성한 상처 또는 다섯 성령의 상처는 예수님 께서 십자가에 못 박히시면서 고통당했던 다섯 가지 날카로운 상처이다. 상처는 특히 중세 후기에 신실함의 초점이었으며 종종 교회 음악과 예술에 반영되었다.

## 같이 보기
- 성흔